# Ana de La Tour de Auvérnia
Ana de La Tour de Auvérnia (em francês:  Anne de La Tour d'Auvergne; 1496–1524) foi uma nobre francesa pertencente à Casa de La Tour de Auvérnia e que foi Condessa de Auvérnia entre 1501 e 1524. Foi duquesa de Albany pelo seu casamento com o nobre escocês João Stuart, Duque de Albany. No contrato de casamento foi identificada como 'Anne de Boulogne fille de Jehan Comte de Boulogne et Auvergne.', 

## Biografia

### Família
Ana era a mais velha das duas filhas nascida do casamento de João III, Conde de Auvérnia e de Joana de Bourbon-Vendôme. A sua irmã mais nova, Madalena de La Tour de Auvérnia, viria a casar com Lourenço II de Médici, Duque de Urbino e seria a mãe de Catarina de Médici, rainha de França. Como irmã mais velha, Ana era a herdeira dos estados de seu pai.

### Casamento
A 13 de julho de 1505, casou com o seu primo co-irmão João Stuart, Duque de Albany, herdeiro presumptive do Reino da Escócia, do qual foi também regente por diversas vezes, e que viveu em França numa espécie de exílio voluntário.

### Morte e herança
Ana veio a falecer em 1524 no castelo de São Saturnino, deixando a sua herança (o condado feudal Auvérnia) à pequena sobrinha, Catarina de Médici, nascida em 1519, filha da sua falecida irmã mais nova Madalena e de Lourenço II de Médici, Duque de Urbino.
Um manuscrito detalhando a herança de Ana, com figuras dos castelos na Auvérnia, e a sua ascendência da lendária Belle Moree, filha dum faraó, que existe na Biblioteca real de Haia. A "Bibliothèque nationale de France" tem outro versão do manuscrito desta genealogia fabulosa, e um inventário similar dos castelos da Auvérnia feito para Catarina de Médici. Ana e o marido, o Duque de Albany, foram pintados juntos numa janela de vitral em Vic-le-Comte.